# Bai Guang
Bai Guang (chiń. 白光). właściwie Shi Yongfen (chiń. 史永芬; ur. 27 czerwca 1921 w Pekinie, zm. 27 sierpnia 1999 w Kuala Lumpur) – chińska aktorka filmowa i piosenkarka. Należała do grupy siedmiu najbardziej znanych piosenkarek w Chinach w latach 40. XX wieku, tzw. Seven Great Singing Stars.

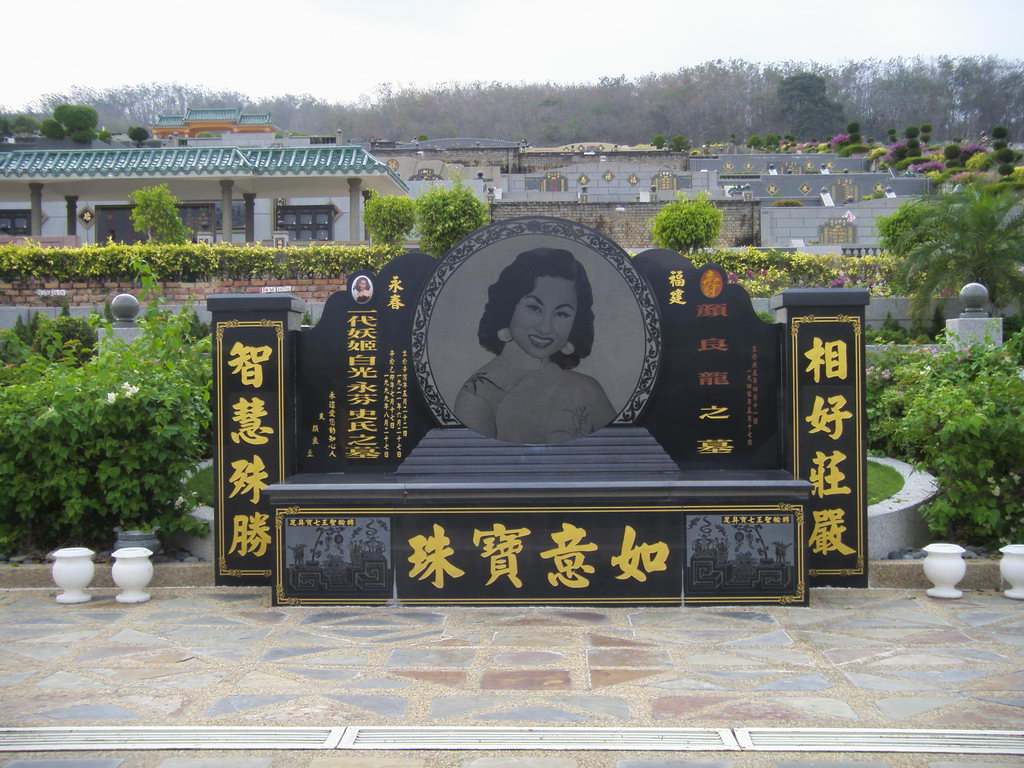
Grób Bai Guang

## Życie prywatne
Urodziła się 27 czerwca 1921 w Pekinie jako Shi Yongfen. Była symbolem seksu lat 40. i 50. XX wieku. Przygodę ze śpiewaniem rozpoczęła mając 22 lata. Była najbardziej znana z piosenek takich jak „Waiting for Your Return” (等著你回來) i „Autumn Evening” (秋夜). Jej ostatni publiczny występ miał miejsce na Tajwanie w 1979 roku, po czym przestała pokazywać się publicznie. Dopiero w 1985 podczas gali wręczenia nagród Golden Horse w Tajpej ujawniła, że zakończyła karierę. Zamieszkała w stolicy Malezji, Kuala Lumpur. Zmarła 27 sierpnia 1999 w swoim domu w Kuala Lumpur na raka jelita.

## Wybrana filmografia
- 1938: Tōyō heiwa no michi
- 1949: Dang fu xin jako Mei Ying
- 1952: Xiang ji er
- 1956: Xian mu dan
- 1958: Yin hai sheng ge